# Fougères-sur-Bièvre
Fougères-sur-Bièvre ist eine Ortschaft und eine Commune déléguée in der französischen Gemeinde Le Controis-en-Sologne mit 789 Einwohnern (Stand 1. Januar 2022) im Département Loir-et-Cher in der Region Centre-Val de Loire.
Die Commune déléguée am Fluss Bièvre umfasst 14,69 Quadratkilometer auf ca. 90 Meter Meereshöhe.

## Geschichte
Der Ortsadel von Fougères ist erstmals 1030 erwähnt. Dessen befestigter Herrschaftssitz wurde im Hundertjährigen Krieg 1350/60 zerstört. Das heutige, den Ort prägende Schloss Fougères-sur-Bièvre wurde in mehreren Etappen von 1465 an errichtet.
Die Gemeinde Fougères-sur-Bièvre wurde am 1. Januar 2019 mit Thenay, Ouchamps, Feings und Contres zur Commune nouvelle Le Controis-en-Sologne zusammengeschlossen. Sie gehörte zum Arrondissement Romorantin-Lanthenay und zum Kanton Blois-3.

## Bevölkerungsentwicklung
| Jahr                       | 1962 | 1968 | 1975 | 1982 | 1990 | 1999 | 2007 | 2017 |
| Einwohner                  | 591  | 553  | 598  | 638  | 648  | 653  | 763  | 815  |
| Quellen: Cassini und INSEE |      |      |      |      |      |      |      |      |

## Kirche
In der Nähe des Schlosses steht die katholische Kirche Saint-Éloi. Sie wurde im 12. Jahrhundert von der Abtei Pontlevoy errichtet und weist mit dem Chor noch einen romanischen Bauteil aus der Entstehungszeit auf. Der Glockenturm auf der Südseite und das südliche Seitenschiff sowie die nördliche Seitenkapelle der Villebresme stammen aus dem 15. und 16. Jahrhundert und sind damit gotisch geprägt, während das nördliche Seitenschiff ebenso wie das Hauptportal im Westen im 19. Jahrhundert errichtet wurde. Die Ausstattung und die Glasmalereien der Fenster stammen überwiegend aus 19. und 20. Jahrhundert.

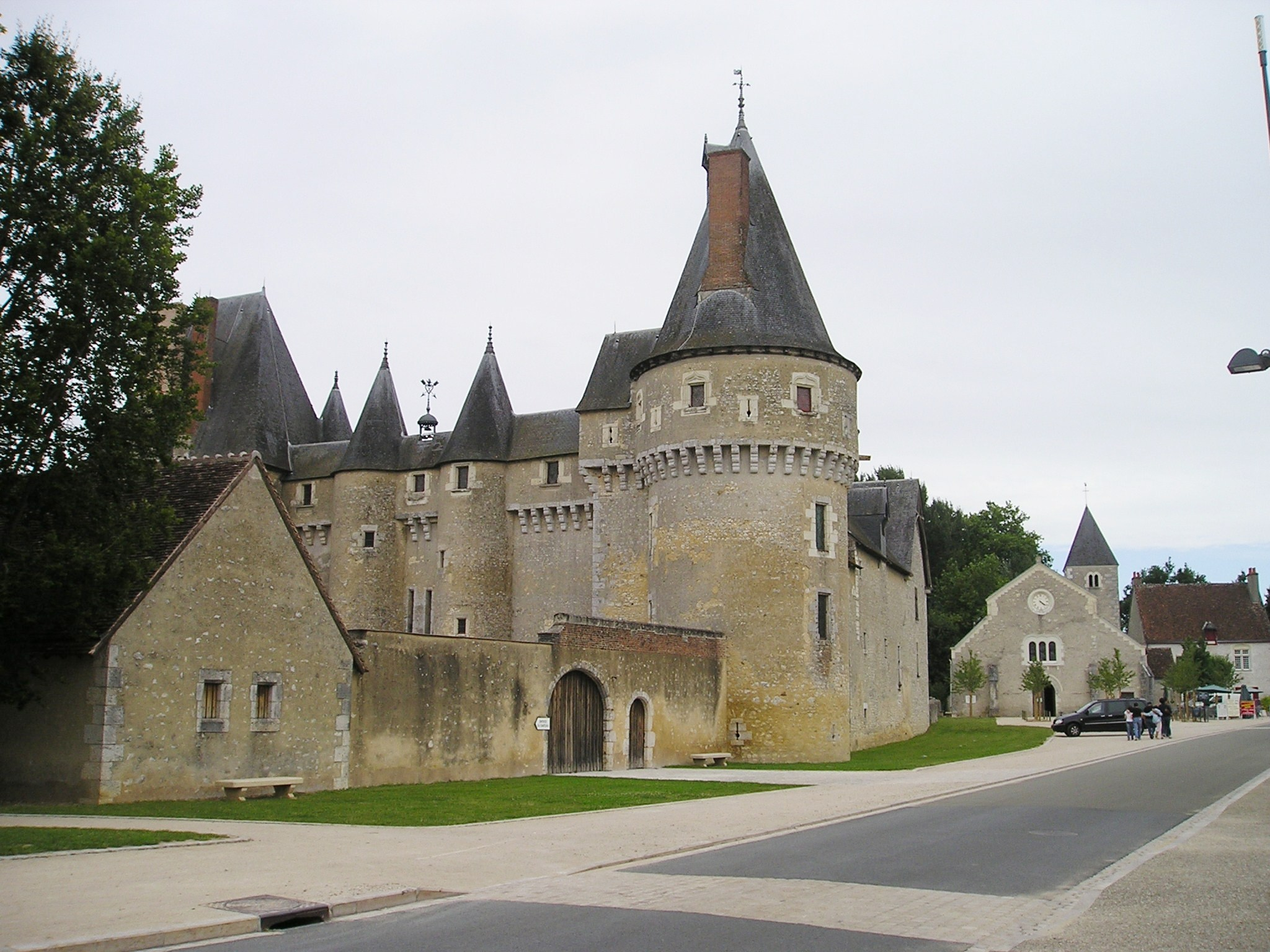
Schloss von Fougères-sur-Bièvre und Kirche Saint-Eloi
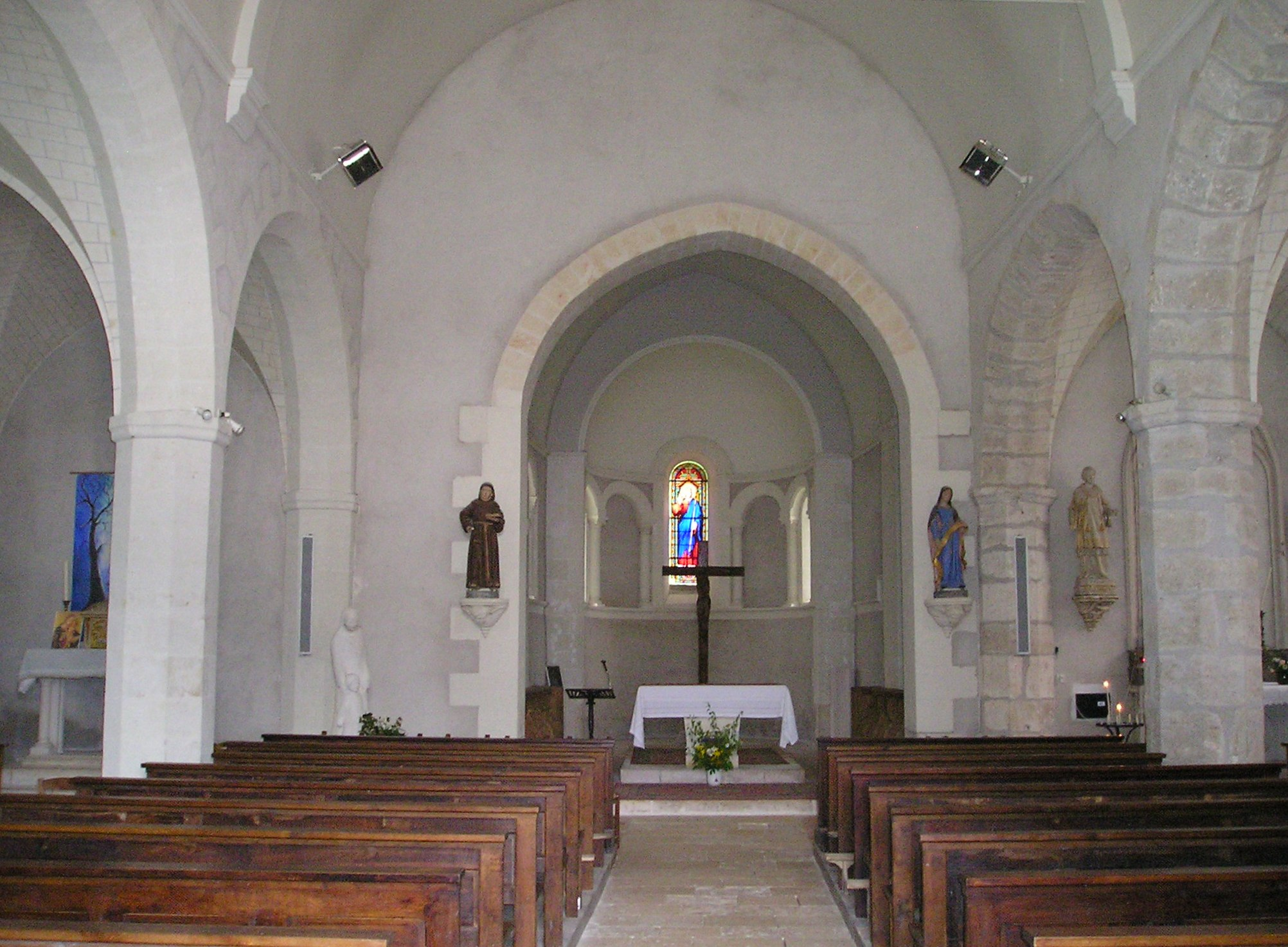
Kirche Saint-Éloi